# Touring Car Trophy 2021
La stagione 2021 del Touring Car Trophy è la terza edizione del campionato organizzato dalla Maximum Motorsport. La competizione, riservata a vetture turismo di varie specifiche (NGTC, TCR e Super 2000), assegna due titoli, uno assoluto e uno riservato ai piloti con vetture TCR. È iniziata il 25 aprile a Silverstone ed è terminata il 30 agosto a Donington Park. Lewis Kent, su Hyundai i30 N TCR, si è aggiudicato il titolo piloti.

## Scuderie e piloti
| Scuderia                 | Vettura                 | #           | Pilota         | Gare        |
| Classe NGTC              | Classe NGTC             | Classe NGTC | Classe NGTC    | Classe NGTC |
| ------------------------ | ----------------------- | ----------- | -------------- | ----------- |
| Team HARD                | Mercedes-Benz Classe A  | 15          | Toby Bearne    | 1-3         |
| Team HARD                | Mercedes-Benz Classe A  | 285         | Darron Lewis   | 1-4         |
| Team HARD                | BMW 125i MSport         | 69          | Daniel Wylie   | 2-3         |
| Classe TCR               |                         |             |                |             |
| Power Maxed Racing       | CUPRA TCR               | 4           | Dan Kirby      | 1-6         |
| Power Maxed Racing       | CUPRA TCR               | 5           | Alex Morgan    | 4, 6        |
| Power Maxed Racing       | CUPRA TCR               | 11          | Jac Constable  | 1-6         |
| Power Maxed Racing       | CUPRA TCR               | 70          | Will Butler    | 1-6         |
| Power Maxed Racing       | Hyundai i30 N TCR       | 52          | Chris Wallis   | 3           |
| Simpson Motorsport       | Audi RS3 LMS TCR        | 9           | Hugo Cook      | 4-6         |
| Simpson Motorsport       | Audi RS3 LMS TCR        | 138         | Hugo Cook      | 1           |
| Motus One Racing         | CUPRA TCR               | 14          | Danny Krywyj   | 1-2         |
| Motus One Racing         | Hyundai i30 N TCR       | 14          | Danny Krywyj   | 4-6         |
| Motus One Racing         | Hyundai i30 N TCR       | 77          | Will Powell    | 1-3         |
| DW Racing                | Vauxhall Astra TCR      | 21          | Andy Wilmot    | 1           |
| DW Racing                | Vauxhall Astra TCR      | 50          | Darelle Wilson | 2, 6        |
| DW Racing                | Vauxhall Astra TCR      | 97          | Alex Kite      | 3           |
| Maximum Motorsport       | CUPRA TCR               | 21          | Andy Wilmot    | 4, 6        |
| Maximum Motorsport       | Volkswagen Golf GTI TCR | 33          | Jack Depper    | 4-6         |
| Maximum Motorsport       | Vauxhall Astra TCR      | 97          | Alex Kite      | 4-5         |
| Maximum Motorsport       | Hyundai i30 N TCR       | 101         | Max Hart       | 1-6         |
| Area Motorsport          | CUPRA TCR               | 37          | Bruce Winfield | 1-6         |
| Essex & Kent Motorsport  | Hyundai i30 N TCR       | 38          | Lewis Kent     | 1-6         |
| Essex & Kent Motorsport  | Hyundai i30 N TCR       | 44          | Bradley Kent   | 1-6         |
| Privato                  | CUPRA TCR               | 77          | Mark Smith     | 4, 6        |
| Rob Boston Racing        | Vauxhall Astra TCR      | 81          | Tom Hibbert    | 6           |
| Grant Motorsport         | CUPRA TCR               | 97          | Alex Kite      | 2           |
| Zest Racecar Engineering | Volkswagen Golf GTI TCR | 99          | Jamie Sturges  | 4           |
| Zest Racecar Engineering | CUPRA TCR               | 123         | Isaac Smith    | 6           |

## Calendario
| Gara | Gara | Circuito                   | Data      |
| ---- | ---- | -------------------------- | --------- |
| 1    | G1   | Circuito di Silverstone    | 25 aprile |
| 1    | G2   | Circuito di Silverstone    | 25 aprile |
| 2    | G3   | Circuito di Castle Combe   | 31 maggio |
| 2    | G4   | Circuito di Castle Combe   | 31 maggio |
| 3    | G5   | Circuito di Brands Hatch   | 20 giugno |
| 3    | G6   | Circuito di Brands Hatch   | 20 giugno |
| 3    | G7   | Circuito di Brands Hatch   | 20 giugno |
| 4    | G8   | Circuito di Oulton Park    | 17 luglio |
| 4    | G9   | Circuito di Oulton Park    | 17 luglio |
| 5    | G10  | Circuito Anglesey          | 8 agosto  |
| 5    | G11  | Circuito Anglesey          | 8 agosto  |
| 6    | G12  | Circuito di Donington Park | 30 agosto |
| 6    | G13  | Circuito di Donington Park | 30 agosto |
| 6    | G14  | Circuito di Donington Park | 30 agosto |

## Risultati e classifiche

### Gare
| Gara | Circuito       | Pole position  | Giro veloce    | Pilota vincitore | Scuderia vincitrice     |
| ---- | -------------- | -------------- | -------------- | ---------------- | ----------------------- |
| 1    | Silverstone    | Max Hart       | Max Hart       | Max Hart         | Maximum Motorsport      |
| 2    | Silverstone    |                | Lewis Kent     | Lewis Kent       | Essex & Kent Motorsport |
| 3    | Castle Combe   | Max Hart       | Darron Lewis   | Darelle Wilson   | DW Racing               |
| 4    | Castle Combe   |                | Max Hart       | Bradley Kent     | Essex & Kent Motorsport |
| 5    | Brands Hatch   | Bradley Kent   | Lewis Kent     | Dan Kirby        | Power Maxed Racing      |
| 6    | Brands Hatch   |                | Lewis Kent     | Lewis Kent       | Essex & Kent Motorsport |
| 7    | Brands Hatch   |                | Bradley Kent   | Bradley Kent     | Essex & Kent Motorsport |
| 8    | Oulton Park    | Alex Morgan    | Jac Constable  | Jac Constable    | Power Maxed Racing      |
| 9    | Oulton Park    |                | Bradley Kent   | Lewis Kent       | Essex & Kent Motorsport |
| 10   | Anglesey       | Bruce Winfield | Bruce Winfield | Bruce Winfield   | Area Motorsport         |
| 11   | Anglesey       |                | Bradley Kent   | Bradley Kent     | Essex & Kent Motorsport |
| 12   | Donington Park | Bruce Winfield | Jac Constable  | Alex Morgan      | Power Maxed Racing      |
| 13   | Donington Park |                | Bruce Winfield | Jac Constable    | Power Maxed Racing      |
| 14   | Donington Park | Alex Morgan    | Bradley Kent   | Bruce Winfield   | Area Motorsport         |

### Classifica piloti
| Pos.                      | Pilota         | SIL | SIL | CAS | CAS | BRH | BRH | BRH | OUL | OUL | ANG | ANG | DON | DON | DON | Punti |
| ------------------------- | -------------- | --- | --- | --- | --- | --- | --- | --- | --- | --- | --- | --- | --- | --- | --- | ----- |
| 1                         | Lewis Kent     | 2   | 1   | 2   | 2   | 4   | 1   | 3   | 4   | 1   | 4   | 5   | 7   | 6   | 6   | 244   |
| 2                         | Bruce Winfield | 10  | 7   | 4   | 4   | 5   | 4   | Rit | 7   | 5   | 1   | 2   | 2   | 4   | 1   | 233   |
| 3                         | Dan Kirby      | 4   | 3   | Rit | Rit | 1   | 2   | 4   | 6   | 4   | 2   | 2   | 6   | 14  | 2   | 225   |
| 4                         | Max Hart       | 1   | 2   | SQ  | 3   | Rit | 6   | 2   | 4   | 3   | 2   | Rit | 5   | 2   | 10  | 219   |
| 5                         | Bradley Kent   | Rit | 4   | 3   | 1   | Rit | 5   | 1   | 3   | 12  | 6   | 1   | 4   | 5   | Rit | 215   |
| 6                         | Jac Constable  | 7   | Rit | 6   | Rit | 3   | Rit | NP  | 1   | 11  | 10  | 4   | 3   | 1   | Rit | 186   |
| 7                         | William Butler | 6   | Rit | 8   | 6   | 6   | Rit | 5   | Rit | 10  | 7   | Rit | 14  | 7   | 4   | 150   |
| 8                         | Hugo Cook      | 5   | 6   |     |     |     |     |     | 11  | 9   | 5   | Rit | 8   | 8   | 3   | 99    |
| 9                         | Toby Bearne    | 8   | 8   | 7   | Rit | 2   | 3   | Rit |     |     |     |     |     |     |     | 78    |
| 10                        | Andy Wilmot    | Rit | 9   |     |     |     |     |     | 8   | 7   |     |     | 9   | 10  | Rit | 76    |
| 11                        | Darron Lewis   | 3   | 5   | 5   | Rit | Rit | Rit | NP  | Rit | 8   |     |     |     |     |     | 69    |
| 12                        | Danny Krywyj   | 9   | 10  | 9   | Rit |     |     |     | 10  | Rit | Rit | NP  | 10  | 12  | 9   | 62    |
| 13                        | Jack Depper    |     |     |     |     |     |     |     | 9   | 6   | 8   | Rit | 13  | 11  | 8   | 61    |
| 14                        | Darelle Wilson |     |     | 1   | 7   |     |     |     |     |     |     |     | Rit | Rit | 5   | 58    |
| 15                        | Daniel Wylie   |     |     | 12  | 9   | 9   | 7   | Rit |     |     |     |     |     |     |     | 44    |
| 16                        | Alex Kite      |     |     | Rit | 5   | 8   | 7   | Rit | 13  | Rit | 9   | Rit |     |     |     | 20    |
| 17                        | Will Powell    | Rit | NP  | Rit | NP  | 7   | NP  | NP  |     |     |     |     |     |     |     | 14    |
| 18                        | Chris Wallis   |     |     |     |     | Rit | Rit | NP  |     |     |     |     |     |     |     | 2     |
| 19                        | Tim Docker     | NP  | NP  |     |     |     |     |     |     |     |     |     |     |     |     | 0     |
| Piloti non classificabili |                |     |     |     |     |     |     |     |     |     |     |     |     |     |     |       |
|                           | Alex Morgan    |     |     |     |     |     |     |     | 2   | 2   |     |     | 1   | 3   | Rit | 0     |
|                           | Jamie Sturges  |     |     |     |     |     |     |     | 12  | NP  |     |     |     |     |     | 0     |
|                           | Mark Smith     |     |     |     |     |     |     |     | 14  | NP  |     |     | NC  | 13  | 11  | 0     |
|                           | Tom Hibbert    |     |     |     |     |     |     |     |     |     |     |     | 12  | Rit | NP  | 0     |
| Pos.                      | Pilota         | SIL | SIL | CAS | CAS | BRH | BRH | BRH | OUL | OUL | ANG | ANG | DON | DON | DON | Punti |

| Colore  | Risultato             |
| ------- | --------------------- |
| Oro     | Vincitore             |
| Argento | 2º posto              |
| Bronzo  | 3º posto              |
| Verde   | Finito a punti        |
| Blu     | Finito senza punti    |
| Viola   | Ritirato (Rit)        |
| Viola   | Non classificato (NC) |
| Rosso   | Non qualificato (NQ)  |
| Nero    | Squalificato (SQ)     |
| Bianco  | Non partito (NP)      |
| Bianco  | Non ha gareggiato     |
| Bianco  | Infortunato (INF)     |
| Bianco  | Escluso (ES)          |
| Bianco  | Gara cancellata (C)   |